# 村瀬幸浩
村瀬 幸浩（むらせ ゆきひろ、1941年11月2日 - ）は、日本の教育者。ジェンダーフリー、性の自己決定権や女性学、男性学といったテーマで活動している。

## 略歴
愛知県名古屋市生まれ。東海中学校・高等学校ではバスケットボールに打ち込み、1960年に東京教育大学体育学部に入学。在学中は丹下保夫に師事した他、デューイ、マカレンコ、ペスタロッチらの教育思想を学ぶ。1964年に同大学を卒業後、和光高等学校の保健体育教諭として1989年まで25年間勤める。退職後は一橋大学、津田塾大学でセクソロジーの講師を2015年までつとめる。他に東京女子大学講師。
1982年、"人間と性"教育研究協議会の設立に参画し、幹事をつとめ『季刊SEXUALITY』誌（エイデル研究所刊）の編集に携わる。日本思春期学会名誉会員。

## 著書
- 『授業のなかの性教育 母と教師の実践ノート』（民衆社） 1975
- 『思春期を生きる 中学生のからだとこころ』（民衆社、手をつなぐ中学生の本） 1981
- 『明日への性教育』（青木書店） 1985
- 『愛とこころの性教育 ためらわないでお母さん!』（あゆみ出版） 1987
- 『性を学ぼう 体と心の主人公に』（明治図書出版、がんばれ中学生） 1987
- 『さわやか性教育』（新日本出版社） 1988
- 『素敵にコミュニケーション おとなのための性教室』（大月書店） 1989
- 『性教育のこれまでとこれから』（大修館書店） 1990
- 『よりヒューマンな性をもとめて 性教育実践のすすめ』（東山書房、健康教室リブレリア） 1990
- 『恋人とつくる時間 性愛のコスモロジーと共生学』（ロングセラーズ） 1991
- 『男性解体新書 柔らかな共生と性教育の革新のために』（大修館書店） 1993
- 『21世紀・性と性教育のゆくえ』（大月書店） 1998
- 『性教育が深まる本 「小・中・高校」ビギナーのための20の講話と1つの対話』（十月舎） 1999
- 『新・さわやか性教育 小中学生のお母さん、お父さんに贈る47のメッセージ』（十月舎） 1999
- 『男の子のからだとこころ これだけは知っておきたい 12歳になったら読む本』（ゆうエージェンシー） 2000
- 『こんなのへんかな? ジェンダー・フリーの絵本』（高橋由為子絵、大月書店） 2001
- 『にない合う思春期の性と子育て お父さんにも頼みたい!』（十月舎） 2004
- 『恋人とつくる明日 育て合う安心と信頼のための9章』（十月舎） 2006
- 『親子共学 子どもに伝えたい大切なこと』（スタジオ・オズ） 2007
- 『性のこと、わが子と話せますか?』（集英社新書） 2007
- 『男子の性教育 柔らかな関係づくりのために』（大修館書店） 2014

## 共編著
- 『体育の授業 日本の踊り』（編著、民衆社） 1975
- 『生きる力になる教育 ある青年の進路をめぐって』（丸木政臣、山村隆共著、昌平社） 1976
- 『青年のためのヒューマンセクソロジー 21世紀を生きるあなたへ』（山本直英、高柳美知子共編著、一橋出版） 1988
- 『オフィスにもちこまれる性 セクシュアル・ハラスメントの探求』（杉井静子共著、大月書店） 1990
- 『自分のからだとつきあう本 自分自身を知るために』（指導、すがわらけいこ絵、ポプラ社、性についてはなそう! ） 1993
- 『性の授業 主要展開例 小学校篇 / 中学校篇』（橋本紀子共編、大月書店） 1993
- 『男のセクシュアリティを探る 目覚めよ男たち! アツアツ・トーク』（村瀬春樹共著、東研出版、東研ブックレット、シリーズ性を語る） 1994
- 『教育実践への指標「エイズ」』（編著、ぱすてる書房） 1994
- 『青年の性 トレンディな性・愛のなかの迷走』（編、大月書店、人間の生涯と性 ひとびとの生、いろいろな性） 1994
- 『エイズとの共存 人間の愛と絆』（江田二三夫漫画、実教出版、マンガとおはなしでたどるヒューマンライフ・シリーズ） 1996
- 『性的ふれあい・性交についてどう学ぶか』（編、あゆみ出版、シリーズ科学・人権・自立・共生の性教育 21世紀へのヒューマン・セクソロジー） 1996
- 『ニュー・セクソロジー・ノート 性…もっとやさしくもっとたしかに…』（編著、東山書房） 1996
- 『高校・性教育の全貌』（加納良男, 瀬尾徹志共編著、東山書房） 1997
- 『素敵にパートナーシップ 40歳からの性と生』（村瀬敦子共著、大月書店） 1997
- 『性愛対話』（渥美雅子共著、柏書房） 1999
- 『性教育・3分間スピーチ99例 こんなとき、こんな話を! 小学校編（低学年・高学年）+中学校編』（長田静江と監修・執筆、十月舎） 1999
- 『思春期ガイド 性と自立へのステップ』（河野美代子共著、十月舎）） 2001
- 『女の子・男の子思春期の性とからだの本 親が知っておきたいこと、子どもに知ってほしいこと』（丸本百合子共著、ゆうエージェンシー） 2006
- 『ここがポイント!性と生のはなし60選』（大戸ヨシ子、佐藤明子共編著、エイデル研究所、10代のセルフケア） 2007
- 『素敵にシニアライフ 老いに向かって生きるふたり』（村瀬敦子共著、大月書店）） 2008
- 『性愛 大人の心と身体を理解してますか』（渥美雅子共著、柏書房） 2008
- 『すてきな夫婦暮らし 60歳からのスローライフ』（村瀬敦子共著、旬報社） 2009
- 『性の貧困と希望としての性教育 その現実とこれからの課題』（浅井春夫、杉田聡共編集・執筆、十月舎） 2009
- 『おうち性教育はじめます 一番やさしい! 防犯・SEX・命の伝え方』（フクチマミ共著、KADOKAWA） 2020
- 『50歳からの性教育』 髙橋怜奈、宋美玄、太田啓子、松岡宗嗣、斉藤章佳、田嶋陽子共著、河出新書、2023年、ISBN 978-4-309-63163-9